# Tip van een verlinker
Tip van een verlinker is een hoorspel van David Ellis dat in 1975 onder de titel Auf eigene Faust door de Süddeutscher Rundfunk werd uitgezonden. Manuel Straub vertaalde het en de TROS zond het uit op woensdag 1 november 1972. De regisseur was Harry Bronk. Het hoorspel duurde 47 minuten.

## Rolbezetting
- Jan Borkus (Alec Rigby)
- Tonny Foletta (Bill Wallace)
- Tine Medema (Edna Wallace)
- Frans Somers (inspecteur Knowles)
- Wim Poncia (Ossie White)
- Peter Aryans (Danny Bishop)
- Donald de Marcas (agent Pearce)
- Tom van Beek (Vic Carter)

## Inhoud
Sergeant Alec Rigby, 40, vrijgezel en eergierig, staat ervoor bekend dat hij bij gelegenheid iets opspoort zonder het al te nauw te nemen met de dienstvoorschriften. Zijn vriend en collega, Bill Wallace, 38, gehuwd, twee kinderen, vindt dat verkeerd. In zijn ogen is dat het risico niet waard, vooral als de motivatie eerzucht en carrière is. Nu heeft Rigby van een “vriend" een zeer goede tip gekregen: er zal een  juwelierszaak in een drukke straat leegeplunderd worden door verscheidene rovers, in elk geval te veel voor Alec alleen. Wallace laat zich overhalen en zo zijn beiden "toevallig" op de plaats van de misdaad. Alleen: als ze de achtervolging inzetten, wordt Rigby in elkaar geslagen en Wallace neergeschoten. Dat Rigby daarna in z’n eentje de daders kan vatten en voor het gerecht brengen, doet als een pyrrusoverwinning aan.